# Lenji loriji
Lenji loriji ili tromi loriji, spori loriji (Nycticebus) su rod od nekoliko vrsta mokronosih primata iz porodice lorija (Lorisidae). Naseljavaju južnu i jugoistočnu Aziju, od Bangladeša i Severoistočne Indije na zapadu do Filipina na istoku, i od kineske provincije Junan na severu do ostrva Java na jugu.

## Način života
Lenji lori živi samotnjačkim načinom života, a teritoriju na kojoj se kreće markira urinom i to tako da prvo urinira na prednje udove koje potom trlja o grane da bi obeležio teritoriju. U potpunosti su noćne životinje, a tokom dana spavaju. Iako su poznati po svom sporom kretanju, sposobni su i za vrlo brze pokrete ukoliko se nađu u opasnosti ili love plen. Takođe, kada su uznemireni oglašavaju se kratkim pištavim zvucima i izlučuju posebni toksin iz žlijezda ruku.

## Odbrambeni mehanizam
Lenji lori je jedan od retkih otrovnih sisara. Popularni su u nelegalnoj trgovini ljubimcima, mada mnogi ne znaju da bi trebalo da se čuvaju otrova, koji lori ispušta iz laktova. Kada je ugrožena, životinja uzima toksin u usta i meša ga sa pljuvačkom. Posle toga oliže svoje krzno da bi oterala napadače. Otrov može uzrokovati smrt anafilaktičkim šokom.

## Ishrana
Hrani se voćem, biljem, glodarima, malim gmizavcima, pticama, malim sisarima.

## Razmnožavanje
Pare se tokom cijele godine i smatra se da su monogamni. Ženka najčešće rađa jednog mladunca nakon graviditeta od 186 – 193 dana. Novorođeni loriji su teški 35 – 45 grama. Mužjaci su jako teritorijalni i postaju netolerantni prema mladuncima kada oni navrše 18 mjeseci i teraju ih iz zajednice.

## Vrste
Rod Nycticebus uključuje sledeće vrste:
- Bankajski lenji lori;
- Bengalski lenji lori;
- Bornejski lenji lori;
- Lenji lori ili tromi lori[3];
- Javanski lenji lori;
- Kajanski lenji lori;
- Filipinski lenji lori;
- Patuljasti lenji lori (N. pygmaeus).

## Literatura
- Alterman, L. (1995). „Toxins and toothcombs: potential allospecific chemical defenses in Nycticebus and Perodicticus”.  Ур.: Alterman, L.; Doyle, G.A.; Izard, M.K. Creatures of the Dark: The Nocturnal Prosimians. New York, New York: Plenum Press. стр. 413-424. ISBN 978-0-306-45183-6. OCLC 33441731.
- Ankel-Simons, F. (2007). Primate Anatomy (3rd изд.). San Diego, California: Academic Press. ISBN 978-0-12-372576-9.
- Bearder, Simon K. (1987). „Lorises, Bushbabies, and Tarsiers: Diverse Societies in Solitary Foragers”.  Ур.: Smuts, Barbara B.; Cheney, Dorothy L.; Seyfarth, Robert M.; Wrangham, Richard W.; Struhsaker, Thomas T. Primate Societies. Chicago, Illinois: The University of Chicago Press. ISBN 978-0-226-76716-1.
- Boddaert, Pieter (1785). Elenchus animalium. Hake. OCLC 557474013.
- Choudhury, A. U. (1992). „The slow loris (Nycticebus coucang) in North-East India”. Primate Report. 34: 77—83.
- Elliot, Daniel Giraud (1913). A Review of the Primates. Monograph series, no. 1. New York, New York: American Museum of Natural History. OCLC 1282520.
- Fitch-Snyder, Helena; Schulze, Helga; Streicher, Ulrike (2003). „Enclosure design for captive slow and pygmy lorises”.  Ур.: Shekelle, Myron; Maryanto, Ibnu; Groves, Colin; Schulze, Helga; Fitch-Snyder, Helena. Primates of the Oriental Night. Proceedings of the Indonesian Workshop: Taxonomy, husbandry, and conservation of tarsiers and lorises. Jakarta, Indonesia, 15–25 February 2003 (PDF). Cibinong, Indonesia: LIPI Press. стр. 123—135. ISBN 978-979-799-263-7. Архивирано из оригинала (PDF) 11. 8. 2011. г. Приступљено 9. 4. 2013.
- Fitch-Snyder, H.; Livingstone, K. (2008). „Lorises: The Surprise Primate”. ZooNooz. San Diego Zoo: 10—14. ISSN 0044-5282.
- Flynn, L.J.; Morgan, M.E. (2005). „New lower primates from the Miocene Siwaliks of Pakistan”.  Ур.: Lieberman, D.E.; Smith, R.J.; Kelley, J. Interpreting the past: Essays on human, primate, and mammal evolution in honor of David Pilbeam. Brill Academic Publishers. стр. 81—101. ISBN 978-0-391-04247-6.
- Forbes, Henry O. (1896). A Hand-book to the Primates. 1. London: E. Lloyd.
- Geoffroy Saint-Hilaire, Étienne (1812). Suite au Tableau des Quadrummanes. Seconde Famille. Lemuriens. Strepsirrhini. Annales du Muséum National d'Histoire Naturelle (на језику: French). 19. стр. 156—170.
- Groves, C.P. (2001). Primate Taxonomy. Washington, D.C.: Smithsonian Institution Press. ISBN 978-1-56098-872-4. OCLC 44868886.
- Groves, Colin P. (1971). „Systematics of the genus Nycticebus”. Proceedings of the Third International Congress of Primatology. 1. Zürich, Switzerland. стр. 44—53.
- Groves, C. P. (2005).  Reeder, D. M. Mammal Species of the World, ур. Order Primates. In Wilson, D. E. (3. изд.). Johns Hopkins University Press. стр. 111—184. ISBN 978-0-8018-8221-0.
- Groves, C.; Maryanto, I. (2008). „Craniometry of slow lorises (genus Nycticebus) of insular Southeast Asia”.  Ур.: Shekelle, M.; Maryanto, I.; Groves, C.; Schulze, H.; Fitch-Snyder, H. Primates of the Oriental Night. Cibinong, Indonesia: Indonesian Institute of Sciences. стр. 115—122.
- Husson, A.M.; Holthuis, L.B. (1953). „On the early editions of Lacépède's "Tableaux des mammifères et des oiseaux", with remarks on two hitherto overlooked species: Lori bengalensis Lacepède, 1800, and Ornithorhynchus novae hollandiae Lacepède, 1800”. Zoologische Mededelingen. 32 (19): 211—219. Архивирано из оригинала 03. 12. 2013. г. Приступљено 09. 04. 2013.
- Lacépède, B.G.E. de la Ville comte de (1800). „Classification des oiseaux et des mammifères”. Séances des écoles normales, recueillies par des sténographes, et revues par les professeurs (на језику: French). Paris: imprimerie du cercle-social. 9 (appendix): 1—86.
- Lydekker, R. (1893). „Mammalia”. Zoological Record. 29: 55pp.
- Martin, R.D. (1979). „Phylogenetic aspects of prosimian behavior”.  Ур.: Doyle, G.A.; Martin, R.D. The Study of Prosimian Behavior. New York, New York: Academic Press. ISBN 978-0-12-222150-7. OCLC 3912930.
- McGreal, S. (2008). „Vet Describes the Plight of Indonesia's Primates” (PDF). IPPL News. International Primate Protection League. 35 (1): 7—8. ISSN 1040-3027.
- Mein, P.; Ginsburg, L. (1997). „Les mammifères du gisement miocène inférieur de Li Mae Long, Thaïlande : systématique, biostratigraphie et paléoenvironnement”. Geodiversitas. 19 (4): 783—844. ISSN 1280-9659. Abstract in French and English.
- Menon, Vivek (2009). Mammals of India. Princeton, New Jersey: Princeton University Press. ISBN 978-0-691-14067-4.
- Navarro-Montes, Angelina; Nekaris, Anna; Parish, Tricia J. (2009). „Trade in Asian slow lorises (Nycticebus): using education workshops to counter an increase in illegal trade”. Living Forests (15). Архивирано из оригинала 26. 1. 2011. г. Приступљено 9. 4. 2013.
- Nekaris, K.A.I.; Bearder, S.K. (2010). „Chapter 4: The Lorisiform Primates of Asia and Mainland Africa: Diversity Shrouded in Darkness”.  Ур.: Campbell, C.; Fuentes, C.A.; MacKinnon, K.; Bearder, S.; Stumpf, R. Primates in Perspective. New York, New York: Oxford University Press. стр. 34—54. ISBN 978-0-19-539043-8.
- Nekaris, K.A.I.; Bearder, S.K. (2007). „Chapter 3: The Lorisiform Primates of Asia and Mainland Africa: Diversity Shrouded in Darkness”.  Ур.: Campbell, C.; Fuentes, C.A.; MacKinnon, K.; Panger, M.; Stumpf, R. Primates in Perspective. New York, New York: Oxford University Press. стр. 28-33. ISBN 978-0-19-517133-4.
- Nekaris, K.A.I.; Jaffe, S. (2007). „Unexpected diversity of slow lorises (Nycticebus spp.) within the Javan pet trade: implications for slow loris taxonomy”. Contributions to Zoology. 76 (3): 187—196. Архивирано из оригинала (PDF) 9. 1. 2011. г. Приступљено 9. 4. 2013.
- Nowak, R.M. (1999). Walker's Mammals of the World (6th изд.). Baltimore, Maryland: Johns Hopkins University Press. ISBN 978-0-8018-5789-8.
- Osman Hill, W.C. (1953a). Primates Comparative Anatomy and Taxonomy I—Strepsirhini. Edinburgh Univ Pubs Science & Maths, No 3. Edinburgh University Press. OCLC 500576914.
- Osman Hill, W.C. (1953b). „Early records of the slender loris and its allies”. Proceedings of the Zoological Society of London. 123 (1): 43—47. doi:10.1111/j.1096-3642.1953.tb00153.x.
- Palmer, Theodore Sherman (1904). Index Generum Mammalium: A List of the Genera and Families of Mammals (на језику: енглески). U.S. Government Printing Office.
- Pocock, R.I. (1939). The fauna of British India, including Ceylon and Burma. Mammalia, vol. 1. London: Taylor and Francis.
- Rowe, Noel (1996). The Pictorial Guide to the Living Primates. East Hampton, New York: Pogonias Press. ISBN 978-0-9648825-0-8.
- Sanchez, K.L. (2008). „Indonesia's Slow Lorises Suffer in Trade” (PDF). IPPL News. International Primate Protection League. 35 (2): 10. ISSN 1040-3027.
- Stone, Witmer; Rehn, James A.G. (1902). „A collection of mammals from Sumatra, with a review of genera Nycticebus and Tragulus”. Proceedings of the Academy of Natural Sciences of Philadelphia. 54: 127—142.
- Sussman, R.W. (2003). Primate Ecology and Social Structure. Volume 1: Lorises, Lemurs, and Tarsiers (Revised First изд.). Boston, Massachusetts: Pearson Custom Publishing. ISBN 978-0-536-74363-3.
- Thomas, Oldfield (1922). „Note on the nomenclature of the Northern Slow-loris”. The Journal of the Bombay Natural History Society. 28: 433.
- Swapna, N.; Gupta, Atul; Radhakrishna, Sindhu (2008). „Distribution survey of Bengal Slow Loris Nycticebus bengalensis in Tripura, northeastern India” (PDF). Asian Primates Journal. 1 (1): 37—40. Архивирано из оригинала (PDF) 27. 07. 2011. г. Приступљено 01. 06. 2019.
- Wang, Wen; Su, Bing; Lan, Hong; Liu, Ruiqing; Zhu, Chunling; Nie, Wenhui; Chen, Yuze; Zhang, Yaping (1996). „Interspecific differentiation of the slow lorises (genus Nycticebus) inferred from ribosomal DNA restriction maps”. Zoological Research. 17: 89—93.
- Wiens, Frank (2002). Behavior and ecology of wild slow lorises (Nycticebus coucang): social organization, infant care system, and diet (PDF) (Теза). Bayreuth University. Архивирано из оригинала (PDF) 09. 03. 2012. г. Приступљено 01. 06. 2019.
- Worcester, D.C.; Bourns, F.S. (1905). „Letters from the Menage Scientific Expedition to the Philippine Islands”. Bulletin of the Minnesota Academy of Natural Sciences. 4: 131—172.